# Jens Winther Bentzon
Jens Winther Bentzon (23. november 1743 – 19. februar 1823) var en dansk præst og forfatter.

## Uddannelse og embeder
Bentzon var søn af renteskriver N. Bentzon og Maren Jensdatter født Winther, blev født i København. Han blev student 1762, kandidat 1767, alumne og siden inspektør på Borchs Kollegium 1768 og dekan ved Kommunitetet 1770. 1774 udnævntes han til residerende kapellan i Køge, 1777 til anden og 1782 til første kapellan ved Vor Frue Kirke i København, 1797 til sognepræst for Gladsaxe og Herlev menigheder i Københavns Amt. Han valgtes 1805 til provst for Sokkelund Herred, men nedlagde dette embede 1808, da amtsprovstierne var blevet oprettede.
Bentzon var 3 gange gift: 1. 1774 med Mette Kirstine Nyeborg (født 1757 død 1786), hvis fader var spisevært i København, 2. 1786 med hendes søster, Anne Cathrine Weile (født 1756 død 1787), enke efter silkefarver Fr. Weile i København, 3. 1788 med Marie Elisabeth Bay (født 1770 død 1836).

## Litterær virksomhed
I årene 1777-97, da Bentzon var ansat i København, deltog han stærkt i disse års litterære bevægelser. Da Christian Bastholm havde skrevet sit Forsøg til en forbedret Plan af den udvortes Gudstjeneste, udgav han det af Otto Fabricius ved Vor Frelsers Kirke forfattede skrift En forfaren gejstlig Mands uforgribelige Tanker om Konfessionarius Bastholms Forsøg. Fra 1778-82 var han medarbejder ved Lærde efterretninger, og 1790-95 redigerede han Kritik og Antikritik.
Det var i disse år, angrebene på kirke og kristendom var stærkest, og Bentzon kom flere gange i strid med oplysningens voldsomste talsmænd. Således truede Malthe Møller i Repertorium for Fædrelandets Religionslærere med at opslå hans og hans medarbejderes, Jørgen Hatting Rørbyes og dr. Rasmus Fleischers, navne på kirkehistoriens galge, fordi de havde anbefalet et skrift, som han mente var udgået fra den ophævede jesuiterorden.
Bentzons virksomhed synes dog heller ikke altid at have tilfredsstillet biskop Balle, der ellers omtrent ene var kristendommens talsmand.
Som præst tilhørte han den rationalistiske retning. Han får af en af dennes talsmænd det vidnesbyrd, "at hans Fortjenester som Præst i Kjøbenhavn i Frivolitetens Tid bør mindes af hver den, som elsker sand uhykkelsk Religiøsitet, renset fra alt Bigotteri, al Bogstavtro". Når han prædikede, var det "ingen Djævel, intet coup de main
(Prædikestolskneb), som nu til Dags synes at komme i Brug, ingen Skjænden og Larmen, men Jesu blide Lære". Biskop Balle siger om ham ved en visitats 1799, at han har prædiket ordentlig, grundig, bibelsk og opbyggelig, og at han katekiserer og messer meget godt. I den korte tid, han var provst, stod han i det venligste forhold til biskop Balle så vel som til herredets præster.